# Баранівка (хутір)
Баранівка (пол. Baranówka, рос. Барановка) — колишній хутір у Барашівській волості Житомирського і Коростенського повітів Волинської губернії та Олександрівській і Зеленицькій сільських радах Барашівського району Коростенської й Волинської округ, Київської і Житомирської областей.

## Населення
У 1906 році нараховувалося 22 двори та 147 мешканців.
Кількість населення, станом на 1923 рік, становила 223 особи, кількість дворів — 36.

## Історія
Станом на 1900 рік поселення належало до православної парафії в Краївщині.
В 1906 році — слобода Барашівської волості (1-го стану) Житомирського повіту Волинської губернії. Відстань до повітового та губернського центру, м. Житомир, становила 64 версти, до волосної управи в с. Бараші — 23 версти. Найближче поштово-телеграфне відділення розташовувалось в містечку Горошки.
У 1923 році увійшла до складу новоствореної Олександрівської сільської ради, котра, від 7 березня 1923 року, стала частиною новоутвореного Барашівського району Коростенської округи. 12 січня 1924 року, відповідно до рішення Волинської ГАТК № 6/1 «Про зміни в межах округів, районів і сільрад», слободу передано до складу Зеленицької сільської ради Барашівського району. Відстань до районного центру, с. Бараші — 18 верст, до центру сільської ради, с. Олександрівка — 2 версти.
Станом на 1 вересня 1946 року — хутір Зеленицької сільської ради Барашівського району Житомирської області.
29 червня 1960 року, відповідно до рішення Житомирського облвиконкому № 683 «Про об'єднання деяких населених пунктів в районах області», об'єднаний із с. Рудня-Баранівська в одне село, з назвою Рудня, через фактичне злиття населених пунктів.